# سلطان علی سلطانی
سلطان علی سلطانی (زاده ۱۲۷۸ بهبهان - درگذشته ۱۳۵۱) معروف به  شیخ الاسلامی بهبهانیسیاست‌مدار و نویسنده ایرانی بود، که در دوره‌های نهم، دهم، یازدهم، دوازدهم، سیزدهم، چهاردهم، پانزدهم، شانزدهم، هجدهمو بیستم مجلس شورای ملی، بعنوان نماینده بهبهان از استان خوزستان در مجلس حضور داشت. وی در دوره چهاردهم با ۹۱ درصد آراء، دوره پانزدهم با ۹۱ درصد آراء، دوره شانزدهم با ۶۷ درصد آراء، دوره هجدهم با ۹۰ درصد آراء و در دوره بیستم نیز با ۸۲ درصد آراء به مجلس شورای ملی راه پیدا کرد. در دوره نوزدهم مجلس شورای ملی فرزند او بنام سلطان محمد سلطانی بعنوان نماینده بهبهان و کهگیلویه در مجلس حضور پیدا کرد.

## زندگی‌نامه
از مالکان بزرگ بهبهان و نماینده مجلس شورای ملی بود. پدرش آقا میرزا محمد شیخ‌الاسلام روحانی و مالک بزرگ بهبهان بود. خودش نیز در بهبهان و اهواز و تهران تحصیلات دینی کرد و سپس به اداره املاک وسیع خود پرداخت. در سال ۱۳۱۱ به نمایندگی بهبهان در مجلس شورای ملی برگزیده شد (دوره نهم) و کرسی خود را تا دوره شانزدهم حفظ کرد. در دوره هفدهم بهبهان نماینده نداشت اما در دوره هجدهم بار دیگر به نمایندگی این حوزه انتخاب شد. پس از او پسرش سلطان محمد سلطانی در دوره نوزدهم به عنوان نماینده بهبهان و کهگیلویه انتخاب شد. در دوره بیستم نیز خودش به عنوان نماینده مردم بهبهان در مجلس حضور داشت.